# Gudur
Gudur (Telugu గూడూరు Gūḍūru) ist eine Stadt im indischen Bundesstaat Andhra Pradesh.
Die Stadt liegt im Distrikt Tirupati. Gudur hat den Status einer Municipality. Die Stadt ist in 11 Wards gegliedert.

## Demografie
Die Einwohnerzahl der Stadt liegt laut der Volkszählung von 2011 bei 60.625. In der Metropolregion leben 74.037 Einwohner.

## Infrastruktur
Ein Bahnhof verbindet die Stadt mit dem nationalen Schienennetz. Auch ein National Highway führt durch die Stadt.

## Wirtschaft
Die Landwirtschaft bildet die hauptsächliche Einnahmequelle für die meisten Einwohner. In der Region um Gudur wird auch Aquakultur betrieben.